# برانیس
برانیس (به عربی: البرانیس) یک شهرداری در الجزایر است که در استان بسکره واقع شده‌است. برانیس ۸٬۲۵۱ نفر جمعیت دارد.